# 菲舍塔爾

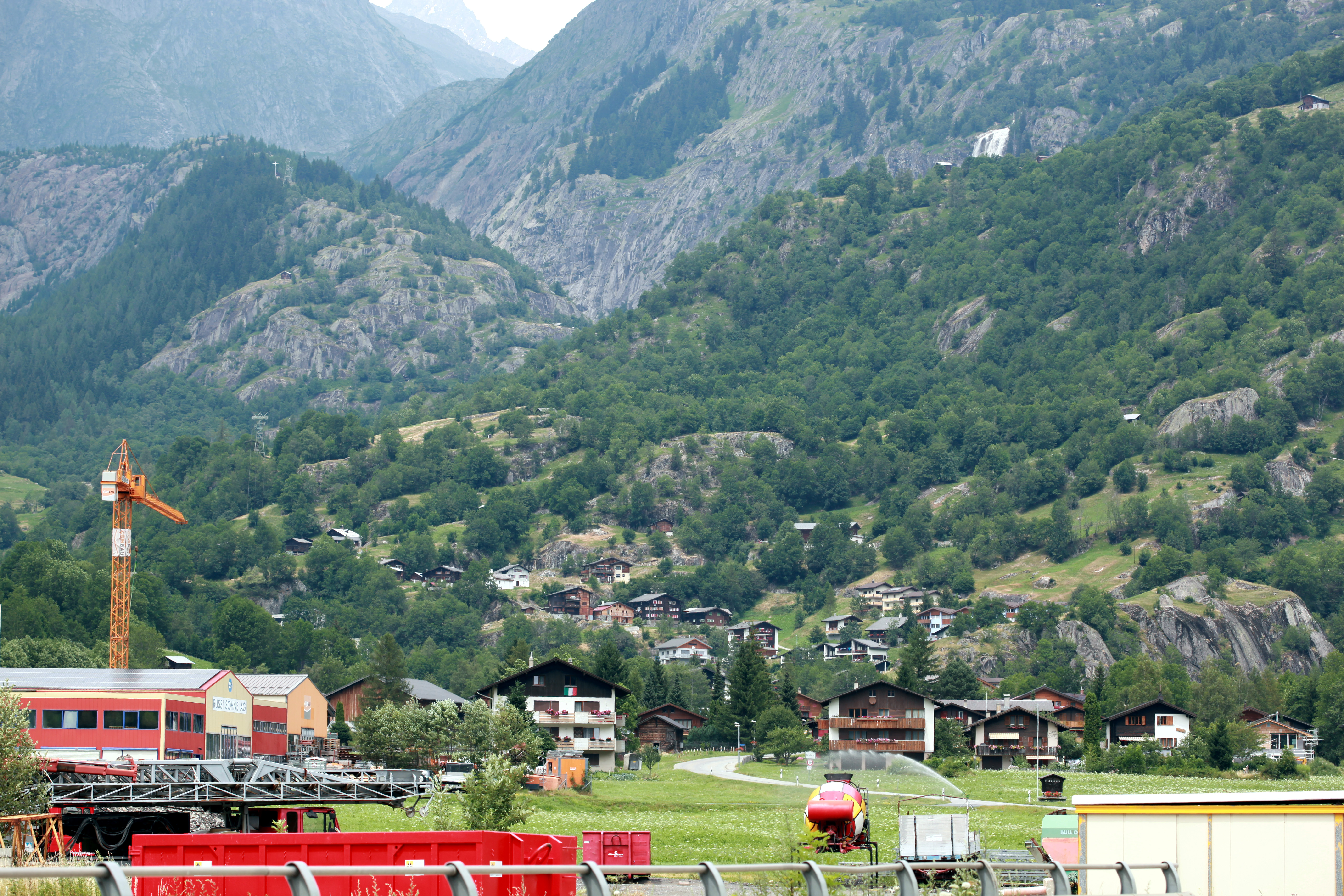

菲舍塔爾是瑞士的城鎮，位於該國南部，由瓦萊州負責管轄，面積172.96平方公里，海拔高度1,108米，2011年人口318，九成半人口信奉羅馬天主教，人口密度每平方公里2人。

## 外部連結
- Official website （德文）